# Simón Tomé Santos

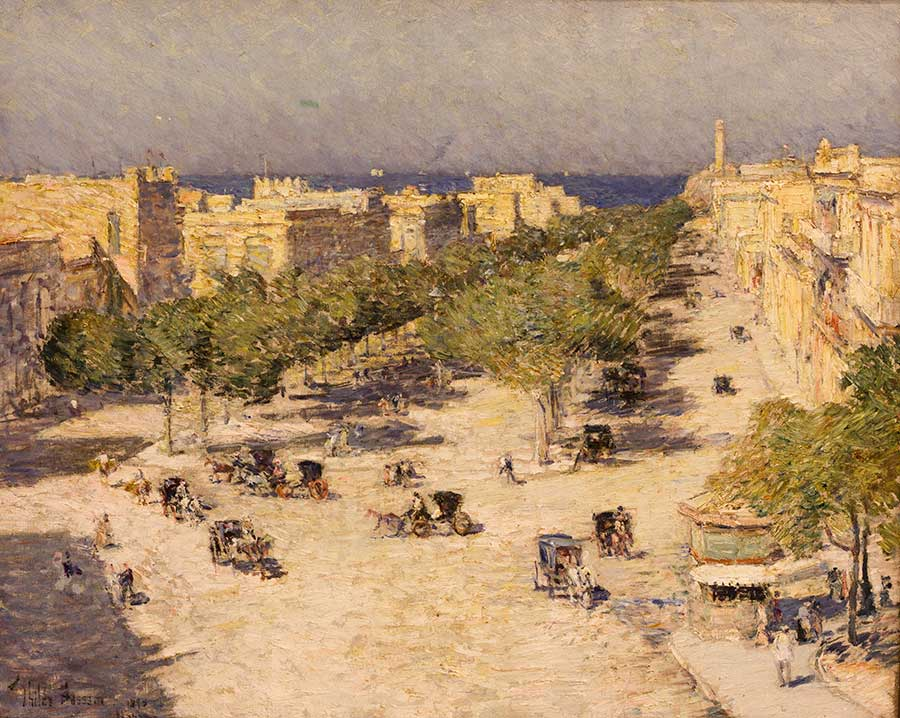
Vista del paseo del Prado madrileño con simones circulando. Óleo de Childe Hassam, 1895. Museo Nacional de Bellas Artes de La Habana.

Simón Tomé Santos (Corcubión, siglo XVIII-Madrid el 13 de noviembre de 1796) famoso por haber sido un industrial español conocido por haber fundado una empresa de carruajes de alquiler que se denominaron simones. Nació Simón en la población de Corcubión (La Coruña) a comienzos del siglo XVIII desde donde emigra a Madrid. Daba servicio de alquileres a una floreciente clase media.
El periodista y escritor Ángel Fernández de los Ríos menciona que la fábrica de carruajes se hizo bajo concesión real. En muchas zonas de Madrid surgieron los coches de plaza o de punto, denominados así porque tener un punto fijo de parada para ser buscados y prestar el servicio. Siendo alcalde de Madrid Carlos Arias Navarro se hizo intento de crear un busto que finalmente no se colocó.